# Свердловский научно-исследовательский институт химического машиностроения
Свердло́вский нау́чно-иссле́довательский институ́т хими́ческого машинострое́ния (ОАО «СвердНИИхиммаш») — ведущий советский, а впоследствии российский научно-исследовательский, производственный и конструкторский центр, расположенный в Екатеринбурге. Входит в ОАО «Атомэнергомаш» — машиностроительный дивизион государственной корпорации «Росатом». Основан в 1942 году с целью оказания технической поддержки оборонным предприятиям Урала во время Великой Отечественной войны.
Имеет собственные научно-экспериментальную, конструкторскую и машиностроительную базы. На предприятии разрабатывается и производится наукоёмкое нестандартное высокомеханизированное технологическое оборудование для предприятий ядерно-топливного цикла, предприятий по переработке различных видов отходов, оборудования для опреснения морских и обессоливания минерализованных вод, очистки сточных вод. Также создаётся оборудование для нефтегазовой, химической и пищевой промышленности, медицины и фармацевтики.

## История
18 августа 1942 года приказом Народного комиссара миномётного вооружения СССР П. И. Паршина был создан научно-исследовательский институт химического машиностроения «НИИХИММАШ» в ведении Главхиммаша, расположенный в Свердловске. Будущий академик Н. А. Доллежаль был назначен главным инженером проекта. Он сформулировал научно-технические задачи коллектива развивающегося института, заложил организационные стандарты работы от получения технического задания через НИОКР до разработки конструкторско-технологической документации и выпуска машиностроительным производством института опытно-промышленных образцов новой техники. В институте были созданы испытательные стенды для экспериментальных исследований по гидродинамике, процессам тепло-, массообмена, и соответствующие виды и типы технологического оборудования. Институт стал выполнять отдельные виды работ для фронта и народного хозяйства страны, а с 1948 года для атомной промышленности.
В связи с ростом ядерно-энергетического комплекса СССР, созданием и развитием радиохимических производств, объектов по производству радиоизотопов, ядерного энергетического топлива и компонентов ядерного оружия, на институт были возложены разработка и испытание новых машин и аппаратов с использованием достижений передовой науки и техники, изготовление и испытания опытных образцов, модернизация оборудования химико-металлургических и энергетических производств.
В 1957 году институт был переведён в состав предприятий Министерства среднего машиностроения, для которого выполнял ранее отдельные разработки теплотехнического и ёмкостного оборудования. СвердНИИхиммаш развился в комплексный конструкторский и научно-исследовательский институт с опытным производством. Он обеспечивал объекты атомной промышленности и энергетики СССР, а впоследствии Российской Федерации, специальным оборудованием практически для всех сегментов ядерного топливного цикла, являясь разработчиком технологических процессов, машин и аппаратов. Институт также создавал нестандартное оборудование гражданского назначения для химической, металлургической, и нефтегазовой отраслей промышленности. Нескольким десяткам сотрудников присвоены Государственные премии Совета Министров СССР, а также Ленинские премии.
Руководители в советский период: М. Ф. Матвеев, Ф. П. Заостровский, А. П. Шабашов, В. Г. Шацилло.
Во второй половике 1960-х годов на средства предприятия был построен ДК имени 50-летия Октября.
В 1992 году СвердНИИхиммаш вошёл в состав Министерства РФ по атомной энергии, которое было преобразовано в Федеральное агентство по атомной энергии (впоследствии Государственную корпорацию по атомной энергии «Росатом») в 2004 году. В 2006 году ОАО «СвердНИИхиммаш» вошло в состав машиностроительного дивизиона «Атомэнергомаш», объединяющего более 50 российских и зарубежных компаний, в числе которых производственные предприятия, инжиниринговые центры и научно-исследовательские организации. Группа компаний «Атомэнергомаш» входит в государственный атомный энерго-промышленный комплекс «Атомэнергопром».

## Научная деятельность
С момента своего основания СвердНИИхиммаш занимался научной деятельностью. На июнь 2014 года институт укомплектован высококвалифицированными инженерными кадрами, которые занимаются разработкой конструкторской и технологической документации, проведением необходимых НИР и ОКР при создании новых образцов оборудования, участвуют в монтаже и пуско-наладке оборудования, обучают будущий обслуживающий персонал, осуществляют авторский надзор. Институт располагает научно-технической библиотекой с фондом более 70 000 томов, техническим архивом документации разработанного оборудования и собственным фондом патентов. Создан «Учебно-производственный центр атомной промышленности». Основной задачей центра является подготовка специалистов с высшим образованием для ОАО «СвердНИИхиммаш» по системе непрерывного образования «школа-ссуз-вуз» на базе УГТУ-УПИ. В институте действует очная и заочная аспирантура, издаются сборники научных трудов, сотрудники института участвуют в международных научно-технических конференциях в рамках МАГАТЭ.

## Производство
Производственные мощности ОАО «СвердНИИхиммаш» оснащены оборудованием, позволяющим изготавливать детали и сборочные единицы в широком ассортименте из коррозионностойких, высоколегированных, жаропрочных сталей и сплавов, а также титана.
Производится основное и вспомогательное оборудование для предприятий ядерного топливного цикла и АЭС, оборудование для опреснения воды и водоподготовки для теплосетей, установки для химической и металлургической промышленностей, специальные установки для переработки и утилизации промышленных отходов.
ОАО «СвердНИИхиммаш» имеет государственные лицензии и сертификаты на разработку и изготовление оборудования для ядерных установок, радиационных источников и пунктов хранения ядерных материалов и радиоактивных веществ, хранилищ радиоактивных отходов, лицензию на право ведения образовательной деятельности по образовательным программам. Сертификат соответствия системы менеджмента качества института применительно к научно-исследовательской и проектно-конструкторской деятельности стандарта ISO 9001:2008.

## Достижения
В 1961 году было принято решение о поручении институту разработки опреснительного завода в г. Шевченко и о водоснабжении Мангышлакской области Казахской ССР опреснённой водой с использованием пара от работающего реактора БН-350. Были испытаны две опытные установки: аналог зарубежной, и предложенная специалистами СвердНИИхиммаша. По результатам испытаний была принята дистилляционная опреснительная установка СвердНИИхиммаша, которая 30 лет являлась единственной атомной опреснительной установкой в мире. За эту работу шести сотрудникам института была присуждена Ленинская премия в 1966 году.
В 1963 году СвердНИИхиммаш был привлечён к разработке оборудования нового химико-металлургического производства плутония высокого качества по новейшей технологии, безотходным технологическим циклом с безопасными условиями труда. Комплекс был пущен в эксплуатацию в конце 1970 года и работает по сей день в стабильном и безопасном режиме работы с высокими технико-экономическими показателями.
В 1974 году на Билибинской АЭС пущена первая система локализации аварий (СЛА). В 1977 году был сдан в эксплуатацию первый завод по переработке отработавшего ядерного топлива РТ-1. В 1980 году запущена линия для сборки твэлов для реакторов ВВЭР-1000 и линии для сборки твэлов БН-350 на НЗХК. В 2002 году разработан технический проект замкнутого ядерного топливного цикла реактора БРЕСТ-ОД-300 и БН-800. В 2007 году для АЭС «Куданкулам» в Индии и для АЭС «Бушер» в Иране было разработано и поставлено оборудование установок для сжигания водорода.
В последующие годы был разработан, изготовлен и запущен в эксплуатацию широкий спектр оборудования для различных АЭС России ближнего и дальнего зарубежья с сфере топливо-обеспечения и утилизации отработавшего ядерного топлива, систем безопасности персонала АЭС, вспомогательного и диагностического оборудования. Созданы и эксплуатируются в промышленности выпарные установки и вакуум-кристаллизаторы, фильтры, центрифуги, ионообменные и ректификационные колонны, адсорберы и абсорберы, средства механизации и герметизированного транспорта.
3 сентября 1999 года распоряжением Правительства Российской Федерации ОАО «СвердНИИхиммаш» было включено в перечень акционерных обществ, производящих продукцию (товары, услуги), имеющую стратегическое значение для обеспечения национальной безопасности государства, закреплённые в федеральной собственности, акции которых не подлежат досрочной продаже.